# Onze du premier ministre
Le Onze du premier ministre, en anglais Prime Minister's XI, anciennement Australian Prime Minister's Invitation XI, est une équipe australienne de cricket qui joue un unique match annuel au Manuka Oval de Canberra. Elle affronte généralement une sélection nationale en tournée dans le pays. La première de ces rencontres a eu lieu en 1951. Certains premiers ministres participent de manière plus ou moins directe à la sélection des joueurs.

## Historique
Robert Menzies, premier ministre d'Australie et grand amateur de cricket, est à l'initiative du premier match du « Onze du premier ministre », en 1951. La sélection affronte les équipes nationales en tournée dans le pays. Les matchs du « Onze » sont à cette époque organisés de manière irrégulière. Les rencontres de cette sélection n'ont plus lieu après le départ de Menzies du pouvoir, et ce jusqu'à l'arrivée de Bob Hawke, autre fan de cricket, qui la réinstaure dans le calendrier sportif à partir de 1984. Outre des sélections nationales, sous le mandat de John Howard, l'équipe rencontre trois fois des Aborigènes représentant l'Aboriginal and Torres Strait Islander Commission.

## Liste des matchs

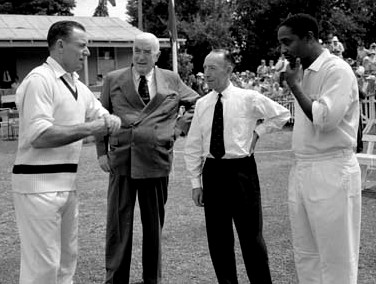
Match entre le Onze du premier ministre et les Indes occidentales, 1961 : le capitaine australien Ray Lindwall, le premier ministre Robert Menzies, Lindsay Hassett et le capitaine des visiteurs, Frank Worrell.

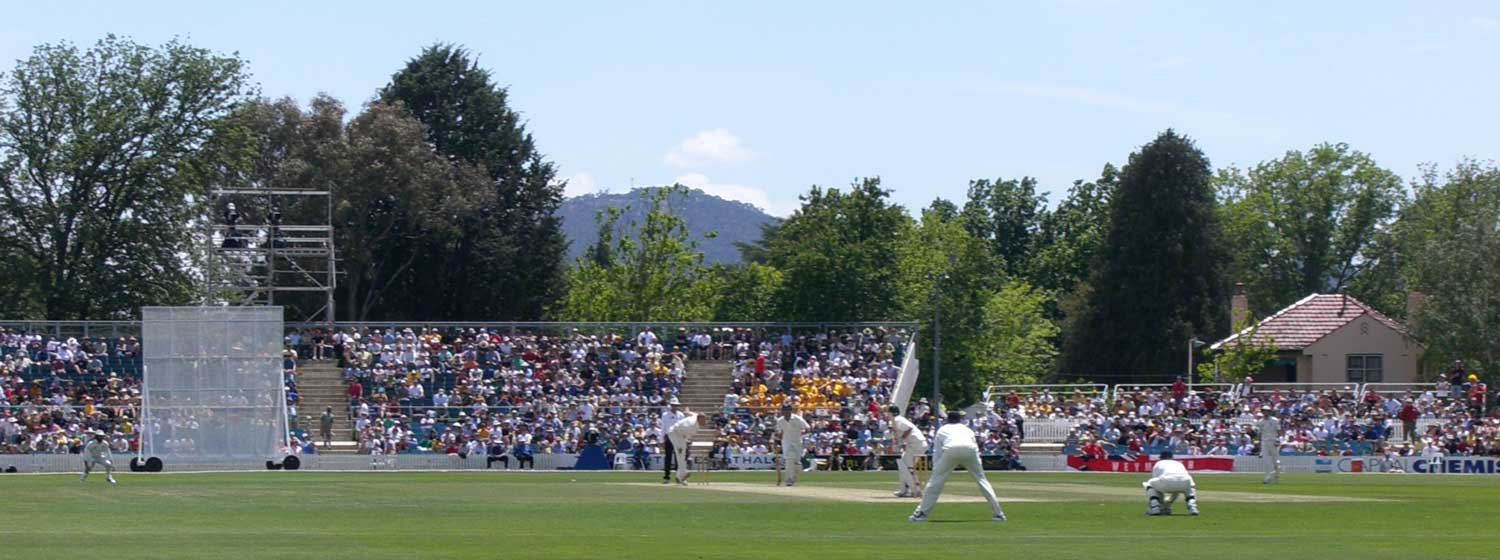
Match entre le Onze du premier ministre et l'Angleterre, 2006.

| Date             | Premier ministre | Capitaine       | Adversaire                 | Vainqueur                           |
| ---------------- | ---------------- | --------------- | -------------------------- | ----------------------------------- |
| 27 octobre 1951  | Robert Menzies   | Jack Fingleton  | Indes occidentales         | Match nul                           |
| 8 décembre 1954  | Robert Menzies   | Lindsay Hassett | Marylebone Cricket Club    | Marylebone Cricket Club             |
| 10 février 1959  | Robert Menzies   |                 | Marylebone Cricket Club    | Marylebone Cricket Club             |
| 18 février 1961  | Robert Menzies   | Ray Lindwall    | Indes occidentales         | Égalité                             |
| 6 février 1963   | Robert Menzies   |                 | Marylebone Cricket Club    | Marylebone Cricket Club             |
| 3 février 1964   | Robert Menzies   | Neil Harvey     | Afrique du Sud             | XI du premier ministre              |
| 17 décembre 1965 | Robert Menzies   | Richie Benaud   | Marylebone Cricket Club    | Marylebone Cricket Club             |
| 24 janvier 1984  | Bob Hawke        | Kim Hughes      | Indes occidentales         | XI du premier ministre              |
| 22 janvier 1985  | Bob Hawke        | Allan Border    | Indes occidentales         | XI du premier ministre              |
| 22 janvier 1986  | Bob Hawke        | Allan Border    | Nouvelle-Zélande           | Match abandonné                     |
| 23 décembre 1986 | Bob Hawke        | Allan Border    | Angleterre                 | Angleterre                          |
| 23 décembre 1987 | Bob Hawke        | Allan Border    | Nouvelle-Zélande           | Nouvelle-Zélande                    |
| 13 janvier 1988  | Bob Hawke        | Bob Hawke       | Aborigènes d'Australie     | Aborigènes d'Australie              |
| 8 décembre 1988  | Bob Hawke        |                 | Indes occidentales         | Match abandonné                     |
| 9 janvier 1989   | Bob Hawke        | Bob Hawke       | Aborigènes d'Australie     | Aborigènes d'Australie              |
| 31 janvier 1990  | Bob Hawke        | Allan Border    | Pakistan                   | XI du premier ministre              |
| 4 décembre 1990  | Bob Hawke        | Allan Border    | Angleterre                 | XI du premier ministre              |
| 17 décembre 1991 | Bob Hawke        | Allan Border    | Inde                       | XI du premier ministre              |
| 12 novembre 1992 | Paul Keating     | Allan Border    | Indes occidentales         | XI du premier ministre              |
| 2 décembre 1993  | Paul Keating     | Justin Langer   | Afrique du Sud             | XI du premier ministre              |
| 9 novembre 1994  | Paul Keating     | Allan Border    | Angleterre                 | XI du premier ministre              |
| 5 décembre 1995  | Paul Keating     |                 | Indes occidentales         | Match abandonné à cause de la pluie |
| 10 décembre 1996 | John Howard      | Allan Border    | Indes occidentales         | XI du premier ministre              |
| 2 décembre 1997  | John Howard      | Michael Slater  | Afrique du Sud             | Afrique du Sud                      |
| 17 décembre 1998 | John Howard      | Mark Taylor     | Angleterre                 | Angleterre                          |
| 7 décembre 1999  | John Howard      | Shane Lee       | Inde                       | XI du premier ministre              |
| 7 décembre 2000  | John Howard      | Adam Gilchrist  | Indes occidentales         | XI du premier ministre              |
| 19 avril 2001    | John Howard      | Steve Waugh     | XI du président de l'ATSIC | XI du président de l'ATSIC          |
| 6 décembre 2001  | John Howard      | Greg Blewett    | Nouvelle-Zélande           | Nouvelle-Zélande                    |
| 8 mars 2002      | John Howard      | Martin Love     | XI du président de l'ATSIC | XI du premier ministre              |
| 10 décembre 2002 | John Howard      | Mark Waugh      | Angleterre                 | XI du premier ministre              |
| 21 mars 2003     | John Howard      | Justin Langer   | XI du président de l'ATSIC | XI du premier ministre              |
| 28 janvier 2004  | John Howard      | Steve Waugh     | Inde                       | Inde                                |
| 25 janvier 2005  | John Howard      | Michael Bevan   | Pakistan                   | Pakistan                            |
| 2 décembre 2005  | John Howard      | Justin Langer   | Indes occidentales         | XI du premier ministre              |
| 10 novembre 2006 | John Howard      | Cameron White   | Angleterre                 | XI du premier ministre              |
| 30 janvier 2010  | Kevin Rudd       | Cameron White   | Sri Lanka                  | Sri Lanka                           |
| 29 janvier 2009  | Kevin Rudd       | Justin Langer   | Nouvelle-Zélande           | XI du premier ministre              |
| 4 février 2010   | Kevin Rudd       | Matthew Hayden  | Indes occidentales         | Indes occidentales                  |
| 10 janvier 2011  | Julia Gillard    | Tim Paine       | Angleterre                 | Angleterre                          |
| 3 février 2012   | Julia Gillard    | Brad Haddin     | Sri Lanka                  | Match abandonné                     |
| 29 janvier 2013  | Julia Gillard    | Ricky Ponting   | Indes occidentales         | XI du premier ministre              |
| 14 janvier 2014  | Tony Abbott      | Brett Lee       | Angleterre                 | Angleterre                          |
| 14 janvier 2015  | Tony Abbott      | Chris Rogers    | Angleterre                 | Angleterre                          |